# Emléktáblák Pécsett
Pécs szócikkhez kapcsolódó képgaléria, mely helyi, országos vagy nemzetközi hírű személyekkel, valamint épületekkel, műtárgyakkal, helynevekkel és eseményekkel összefüggő emléktáblákat tartalmaz.

## Emléktáblák

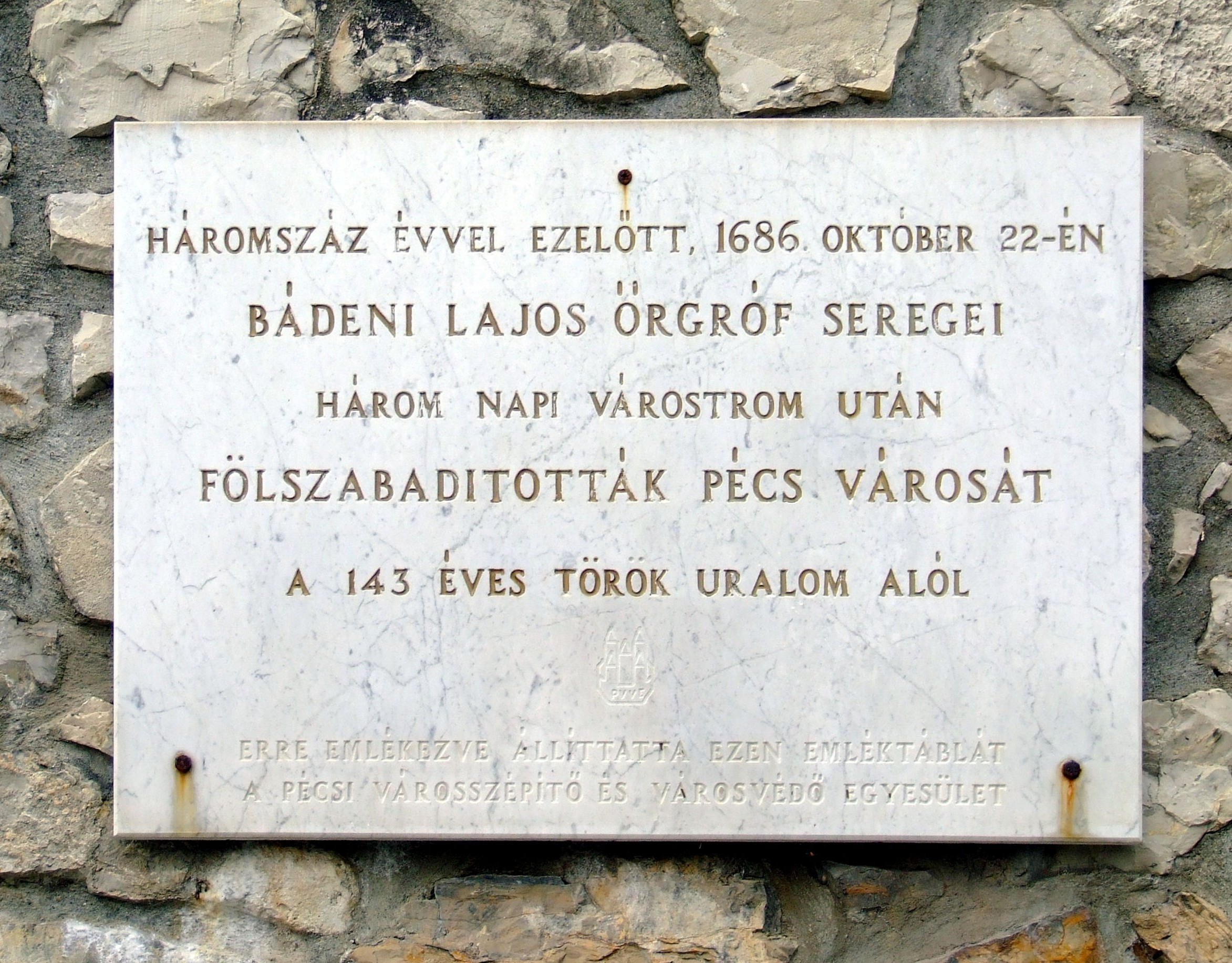
1686. október 22., Pécs felszabadul a török uralom alól Barbakán
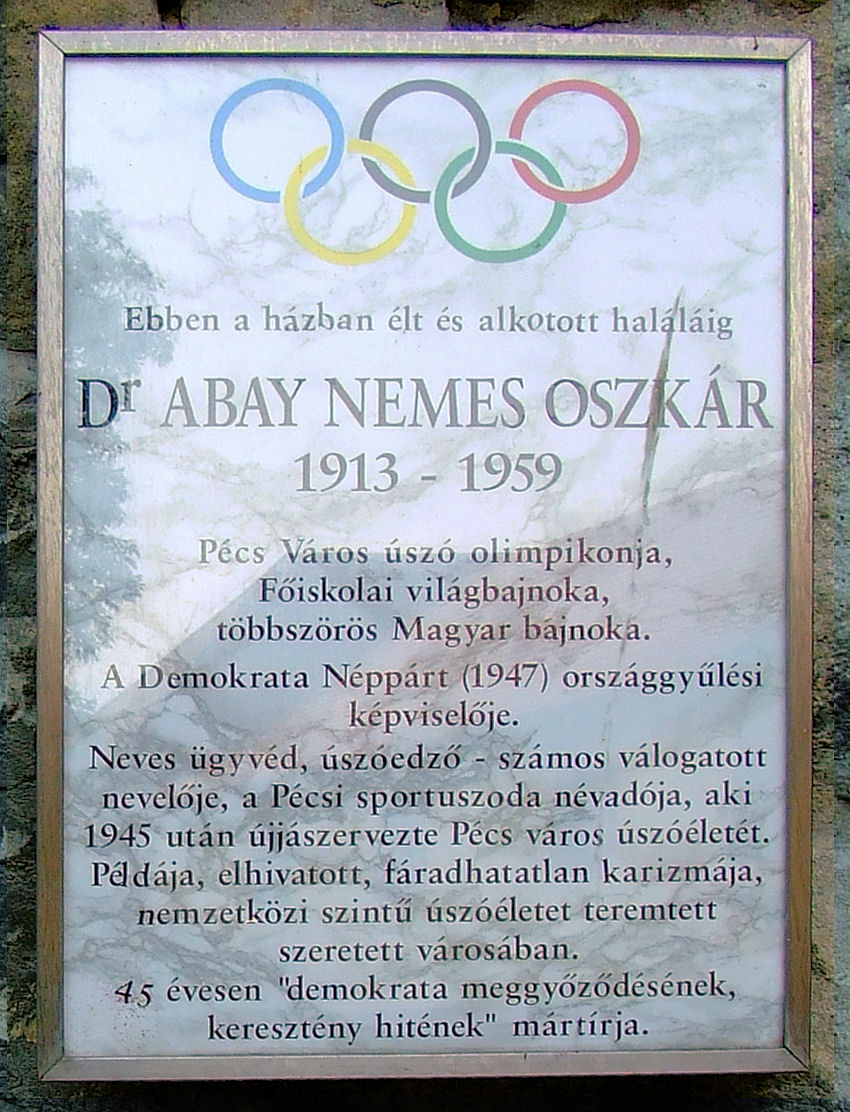
Abay Nemes Oszkár Hunyadi J. utca
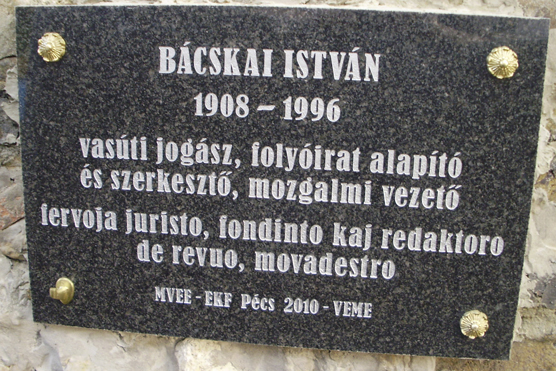
Bácskai István, Eszperantó park
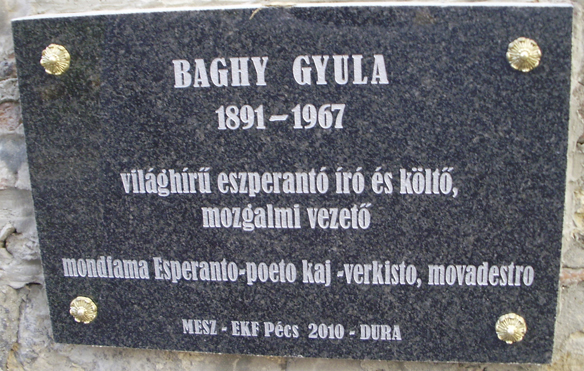
Baghy Gyula, Eszperantó park
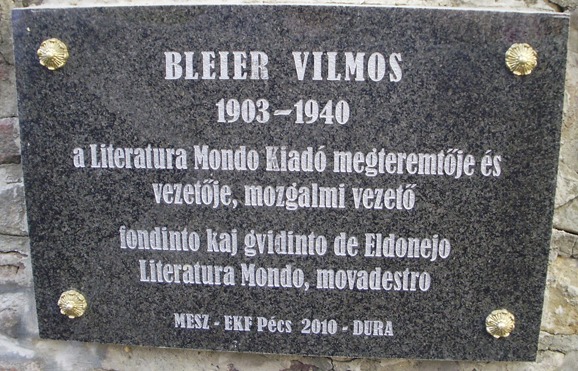
Bleier Vilmos, Eszperantó park
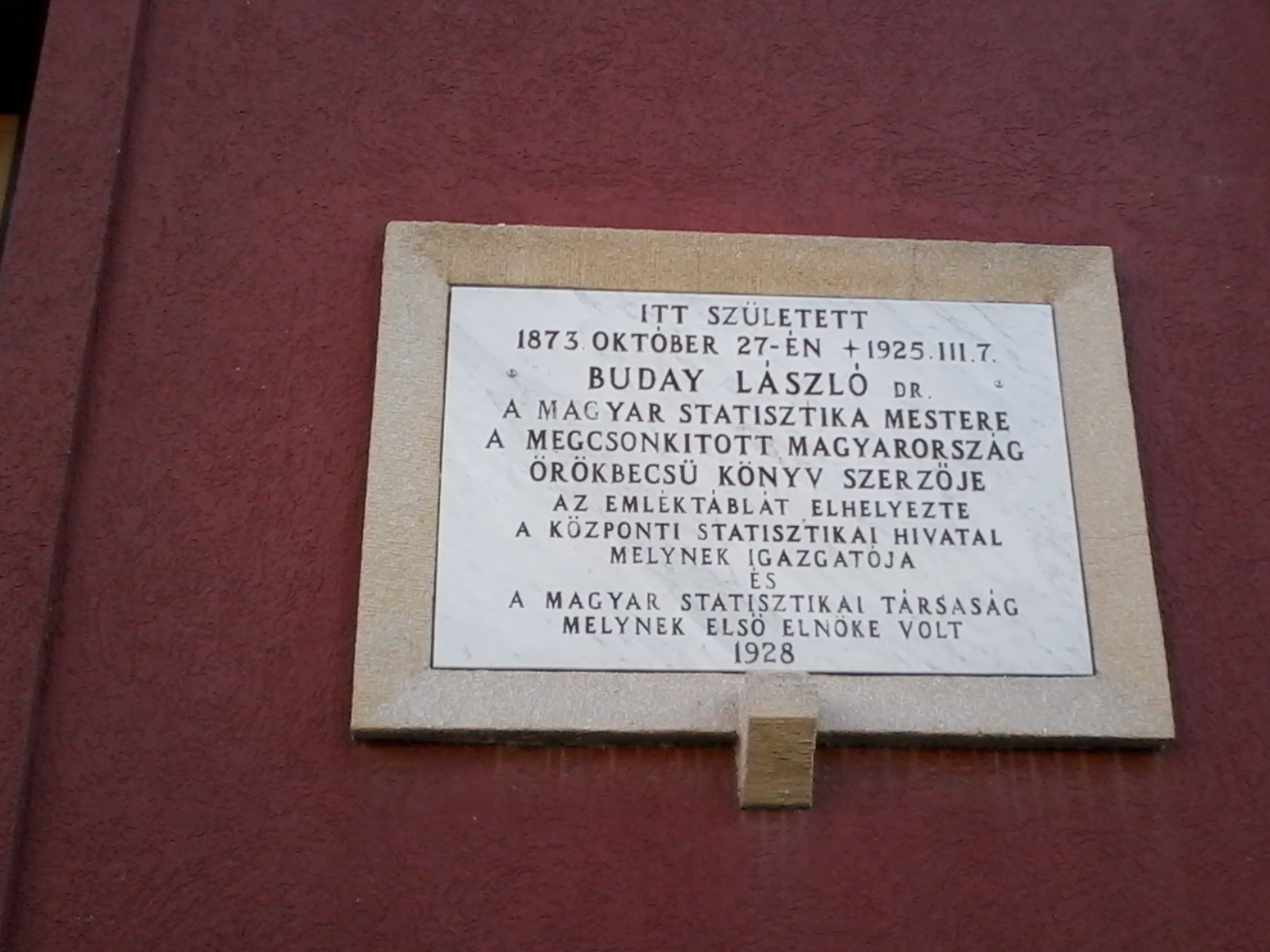
Buday László, Mátyás király utca 33.
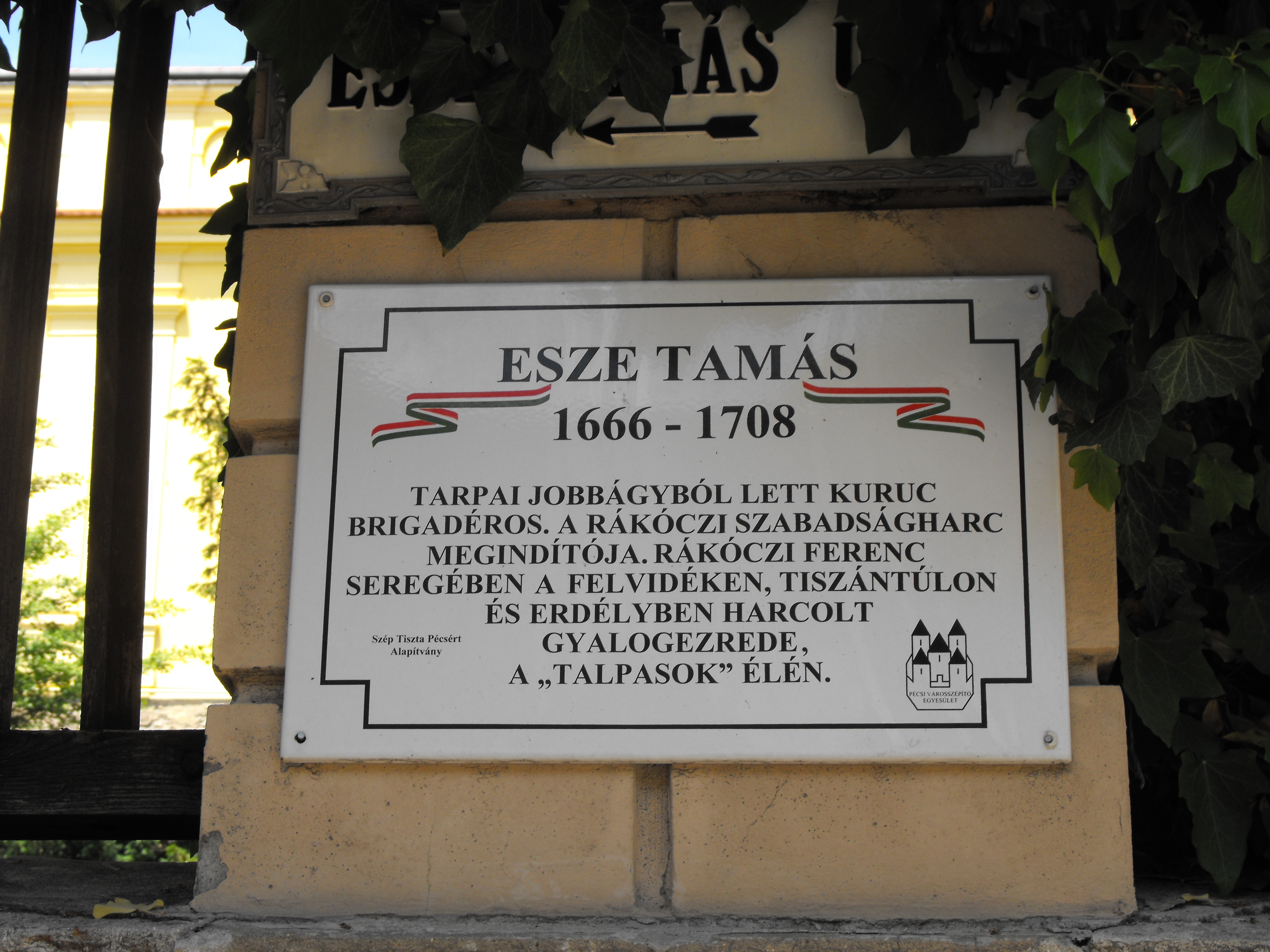
Esze Tamás, Esze Tamás utca
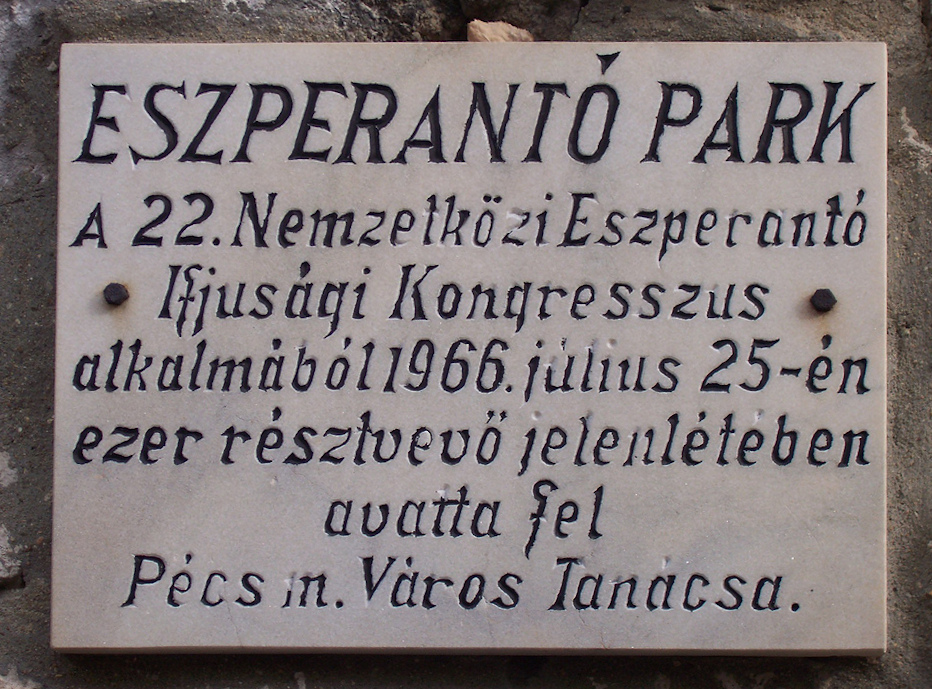
Eszperantó park, Eszperantó park
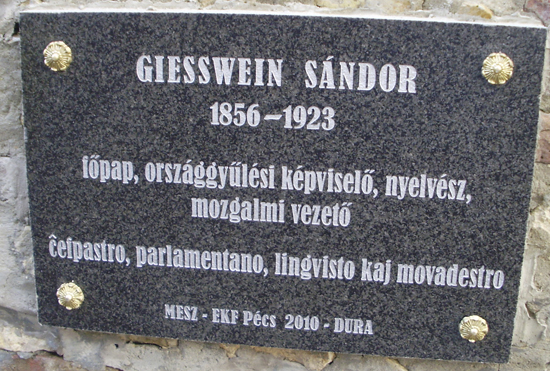
Giesswein Sándor, Eszperantó park
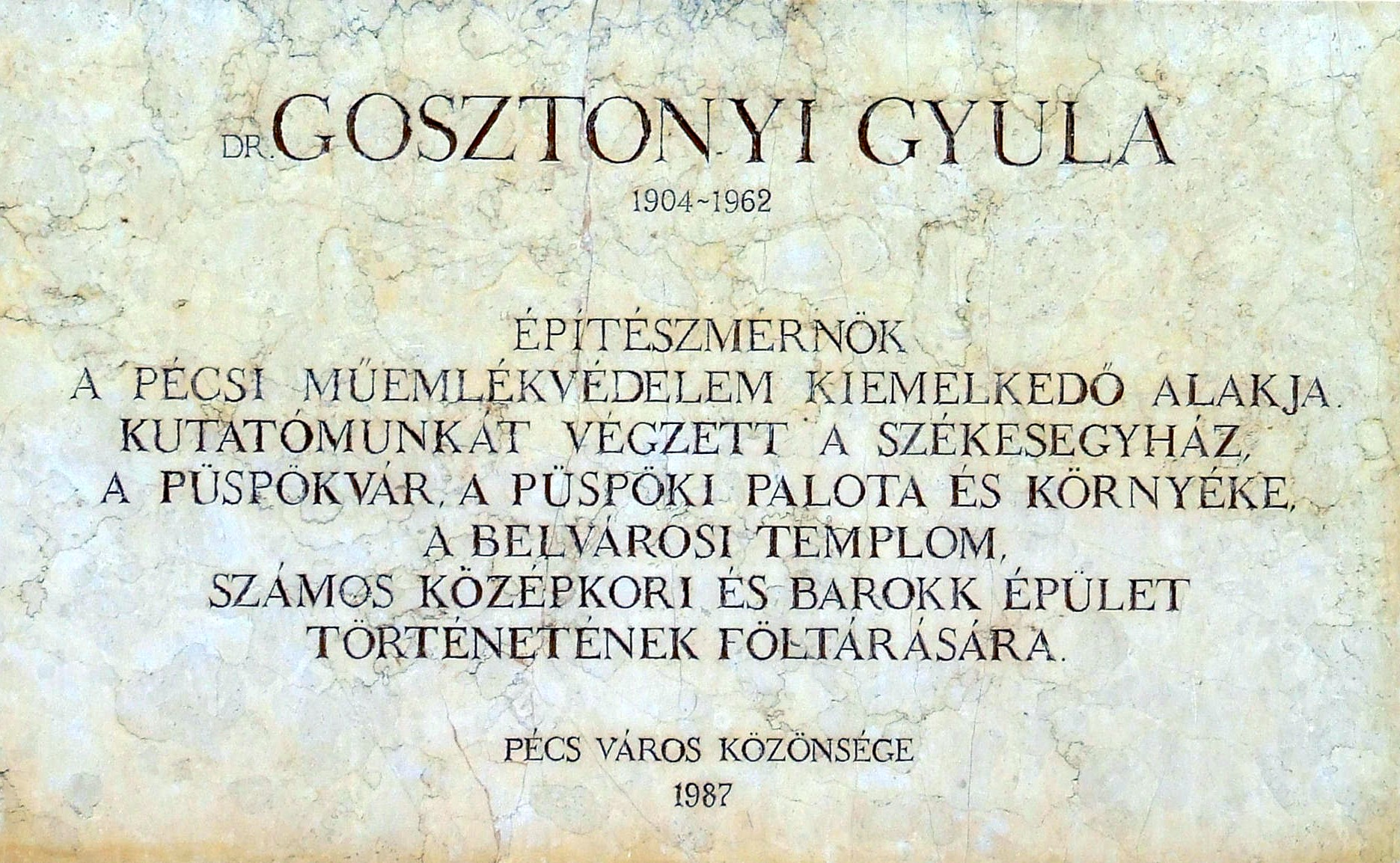
Gosztonyi Gyula, Szent István tér 23.
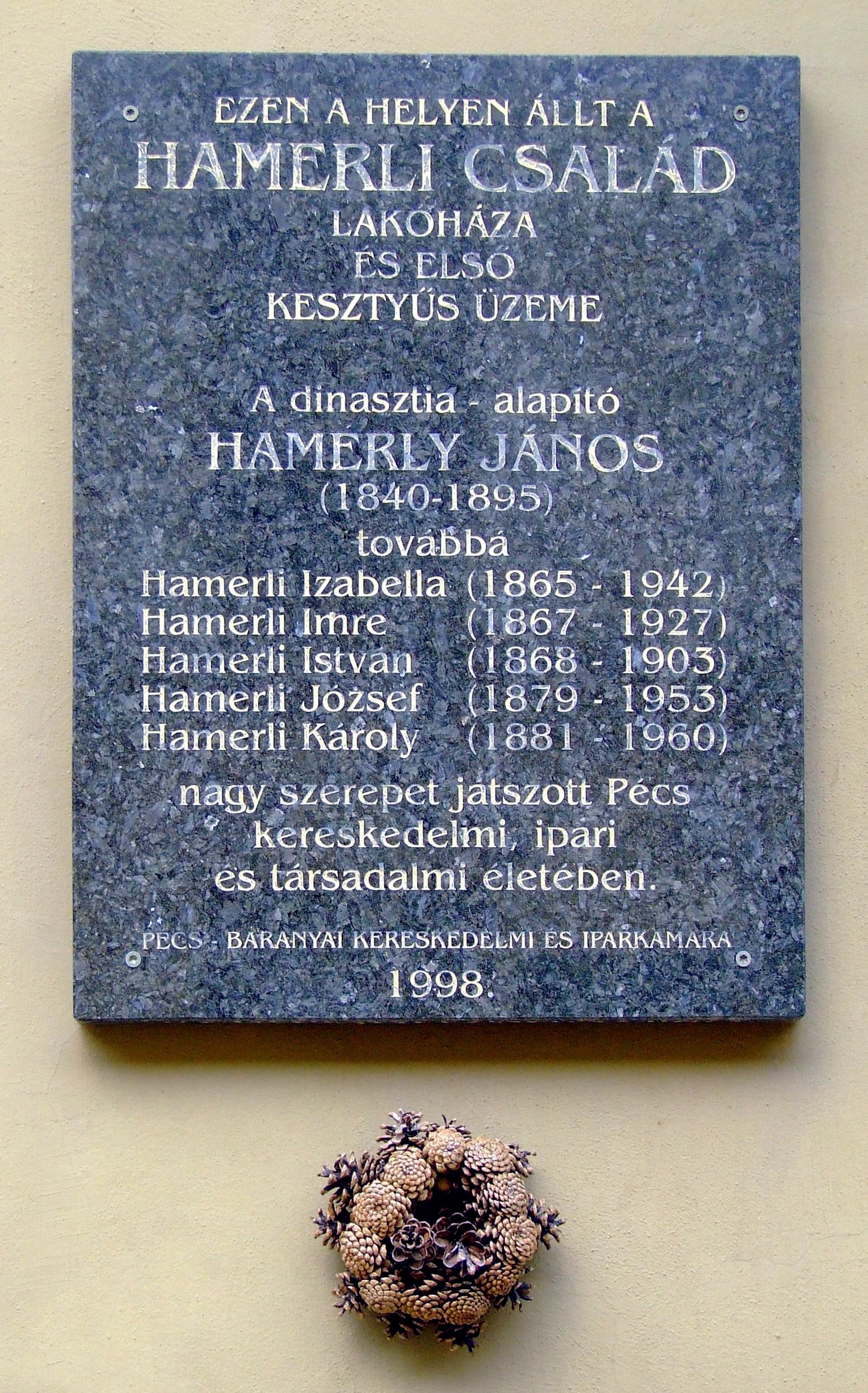
Hamerli család, Király utca 5.
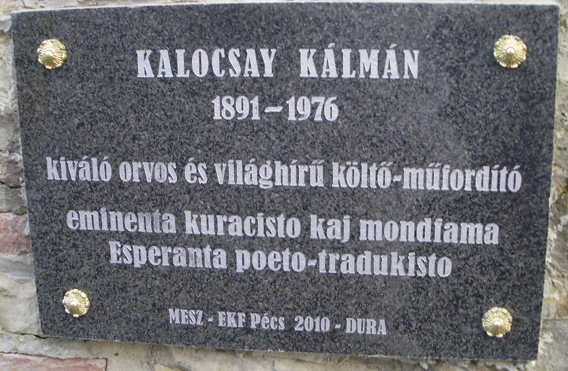
Kalocsay Kálmán, Eszperantó park
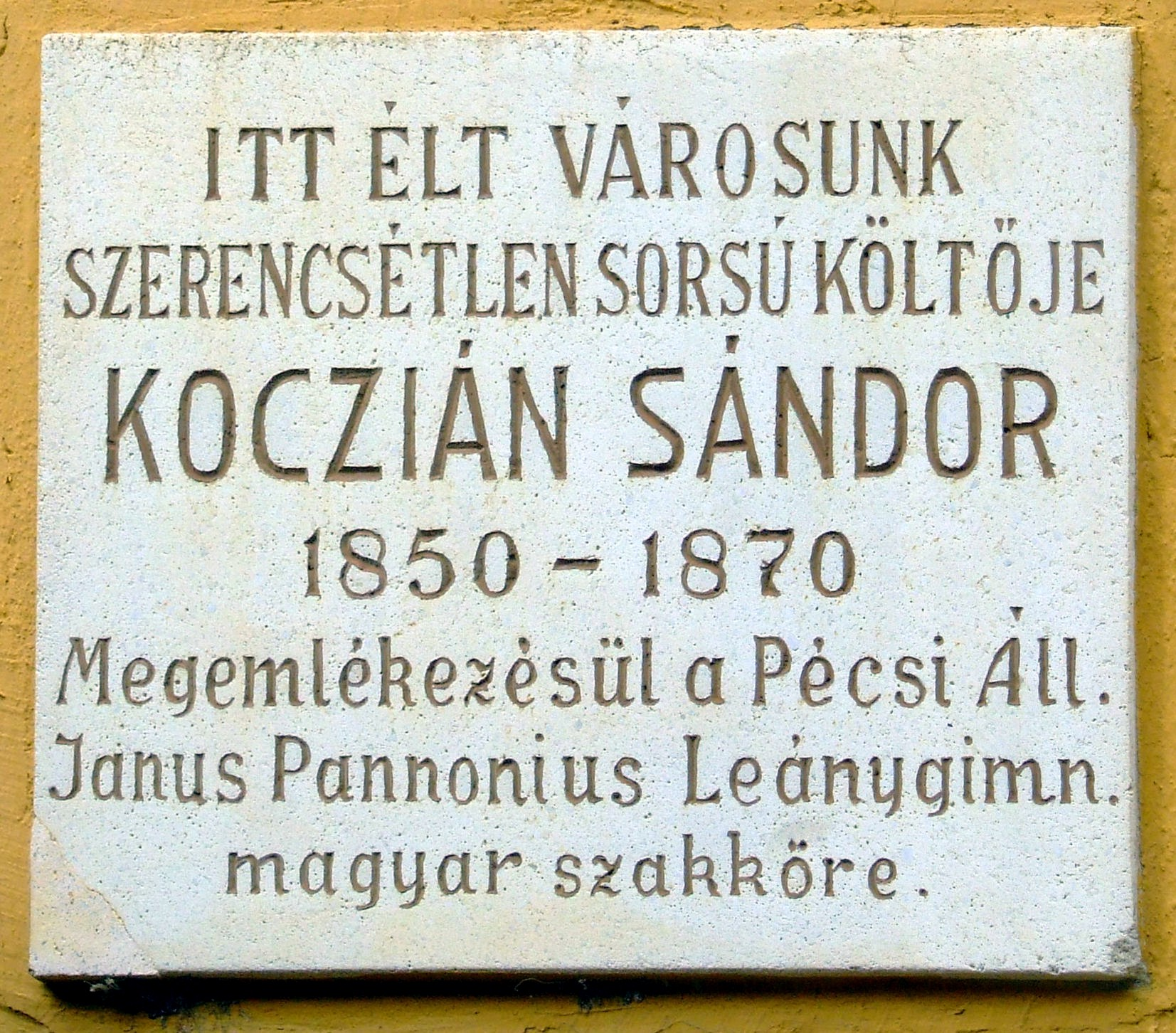
Kóczián Sándor, Ferencesek utcája 24.
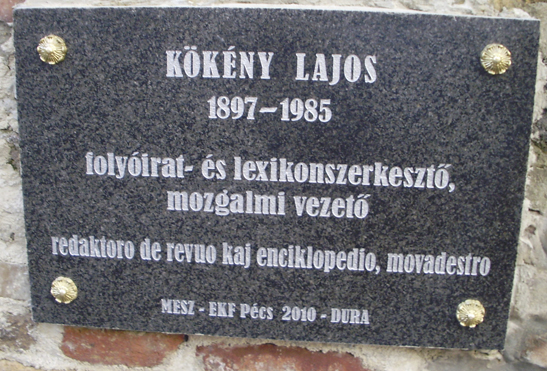
Kökény Lajos, Eszperantó park
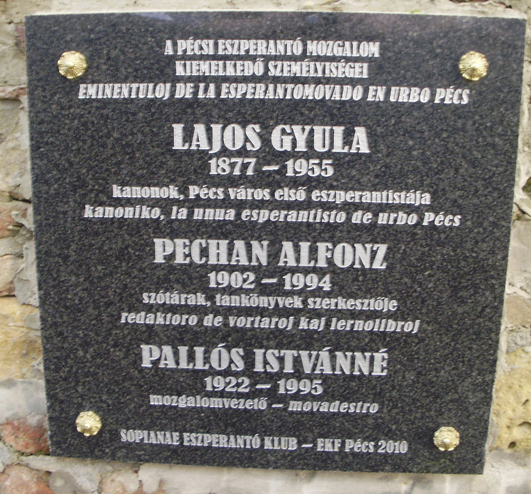
Lajos Gyula, Eszperantó park
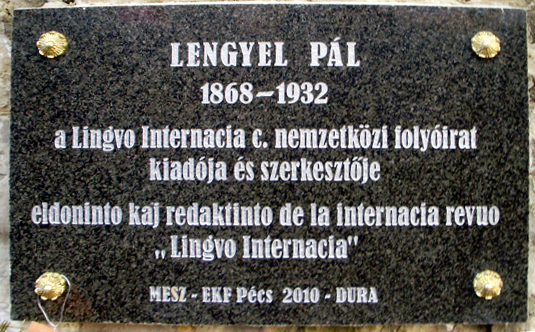
Lengyel Pál, Eszperantó park
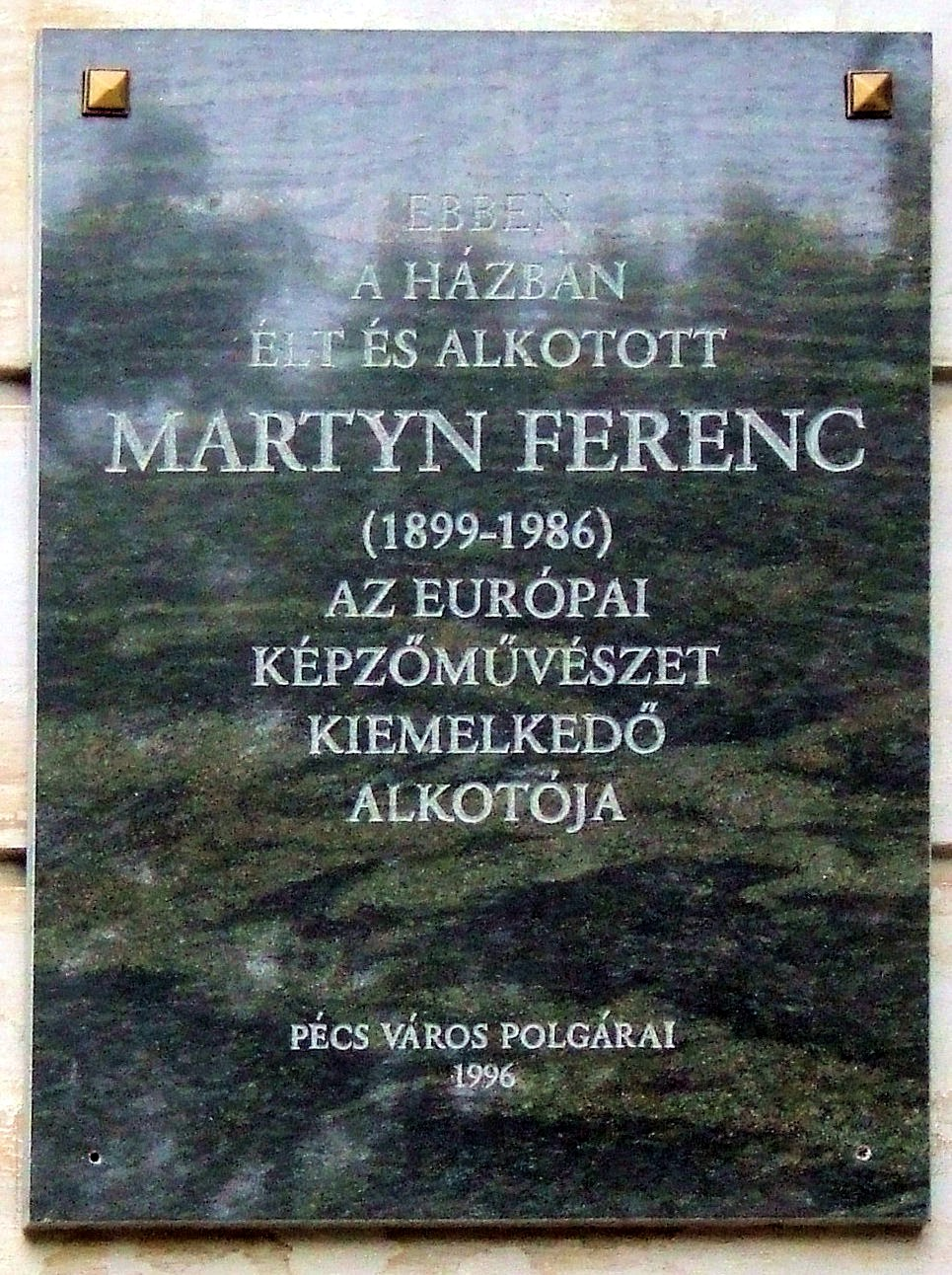
Martyn Ferenc, Toldi Miklós utca
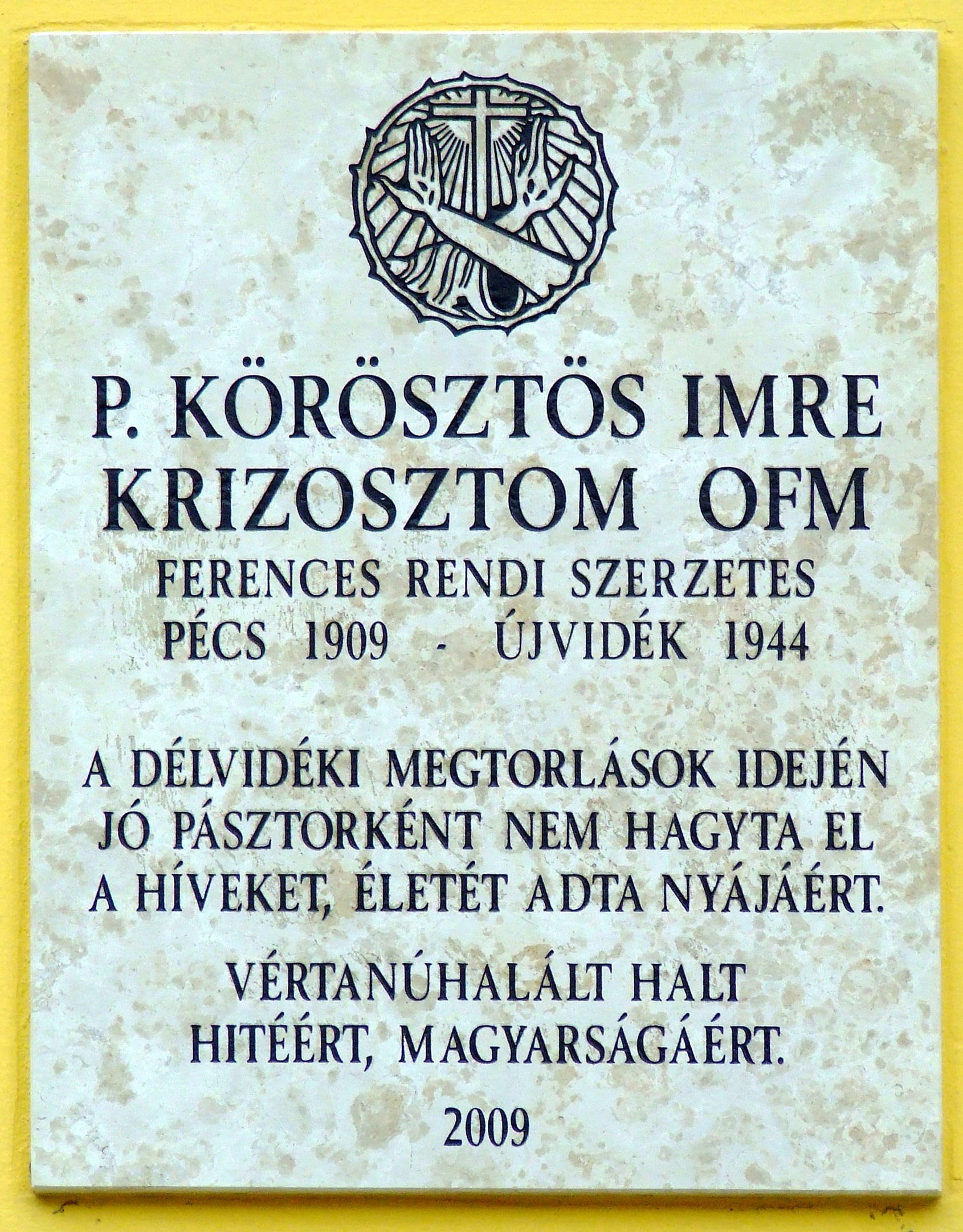
P. Körösztös Imre, Ferencesek útja
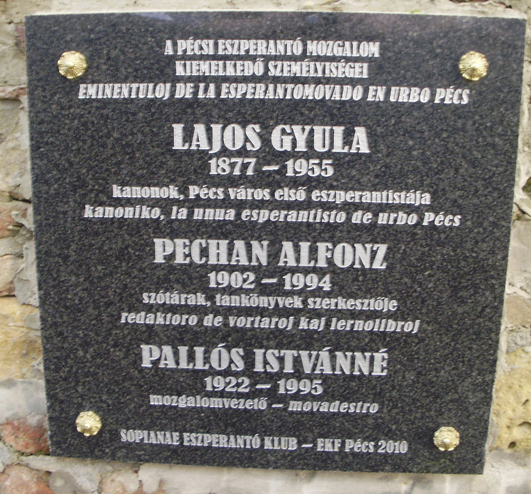
Pallós Istvánné, Eszperantó park
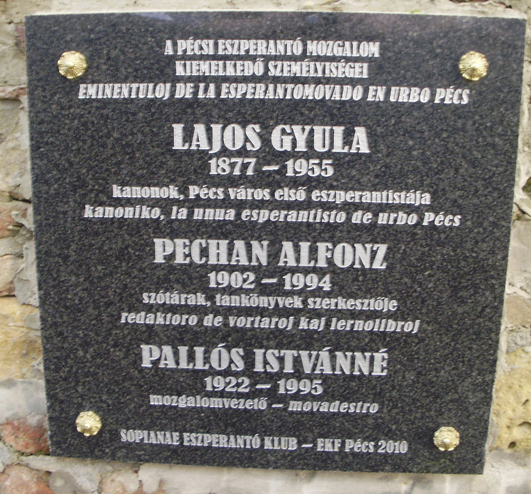
Pechan Alfonz, Eszperantó park
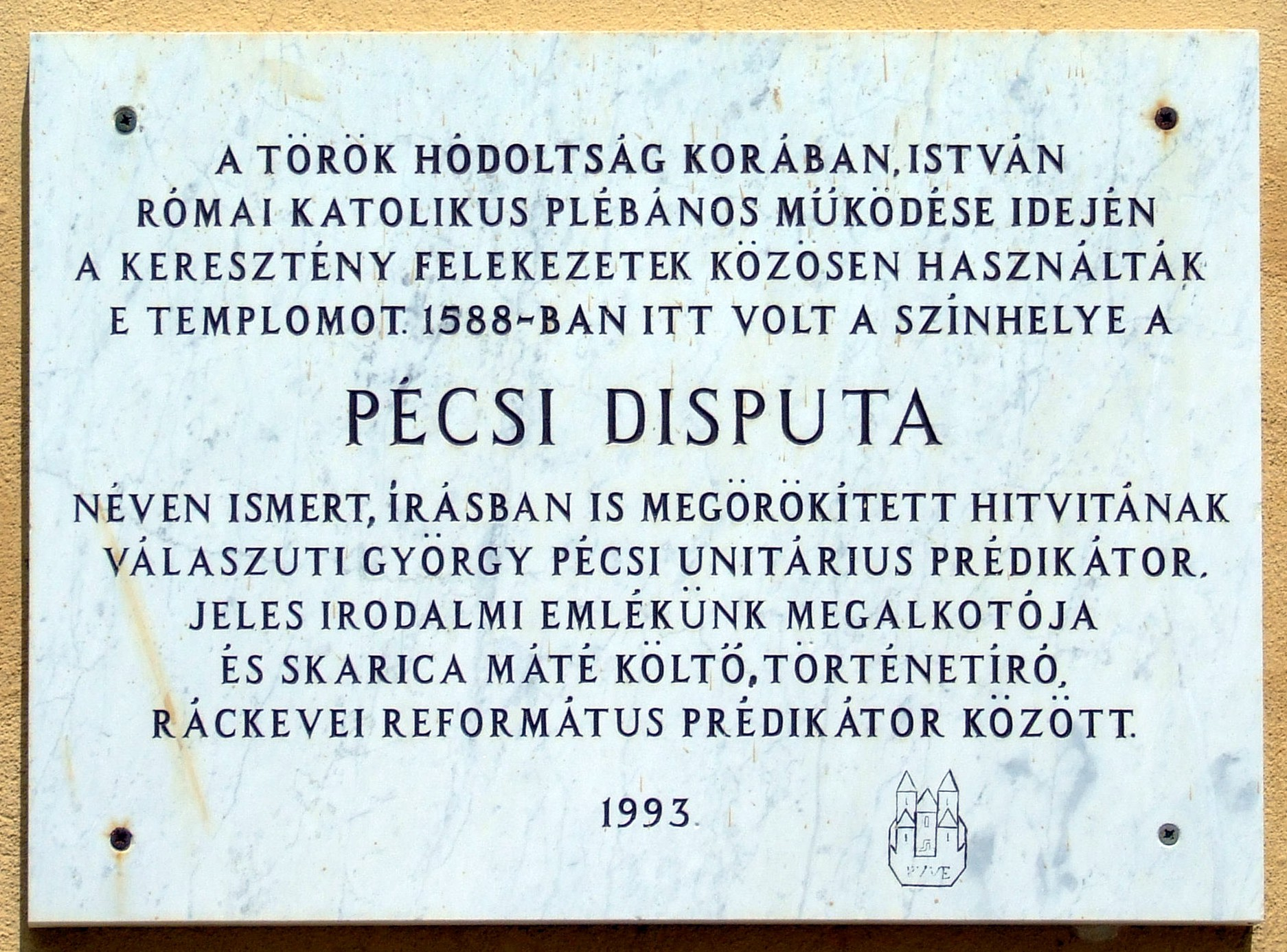
Pécsi disputa, Tettye utca 14.
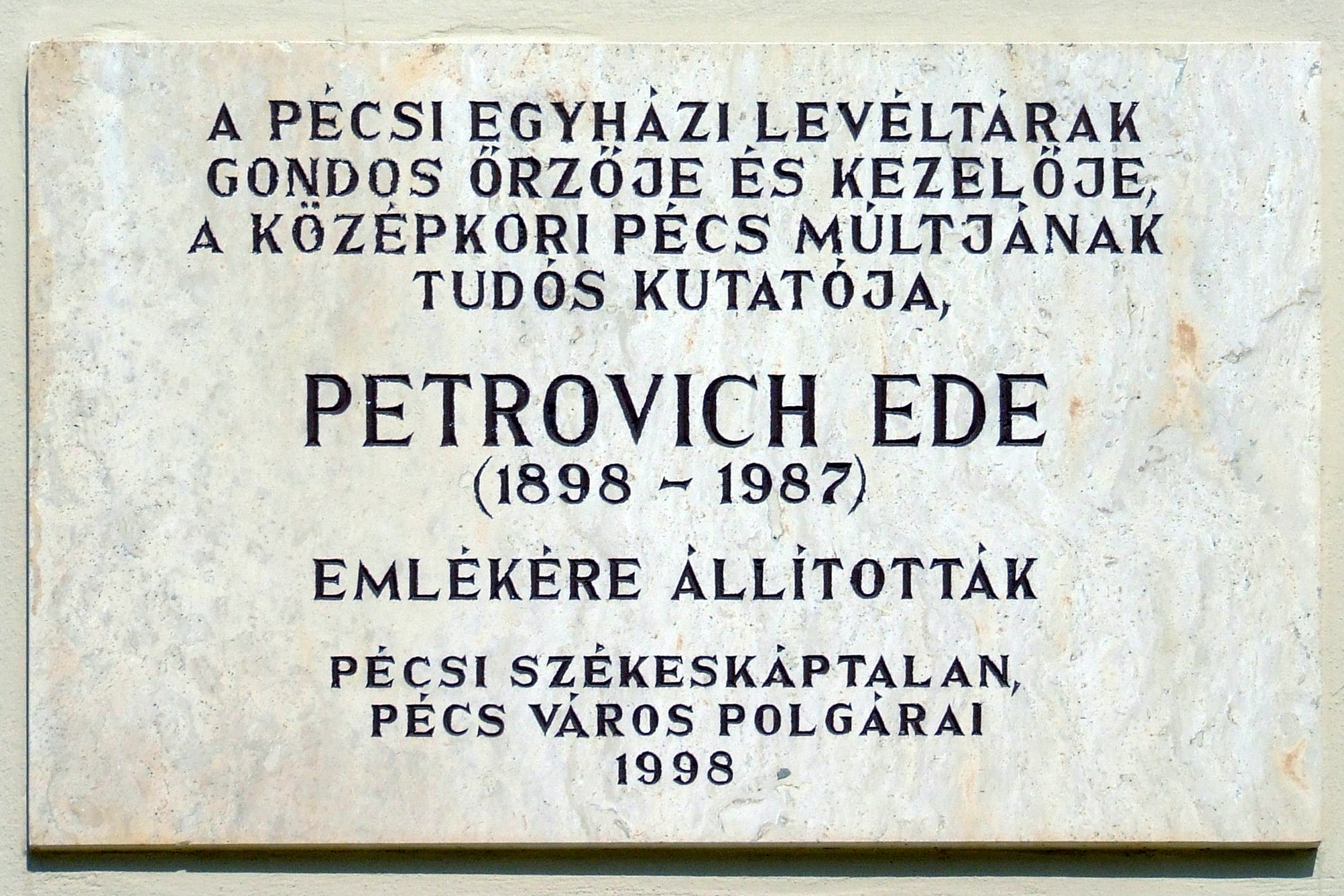
Petrovich Ede, Szent István tér 23.
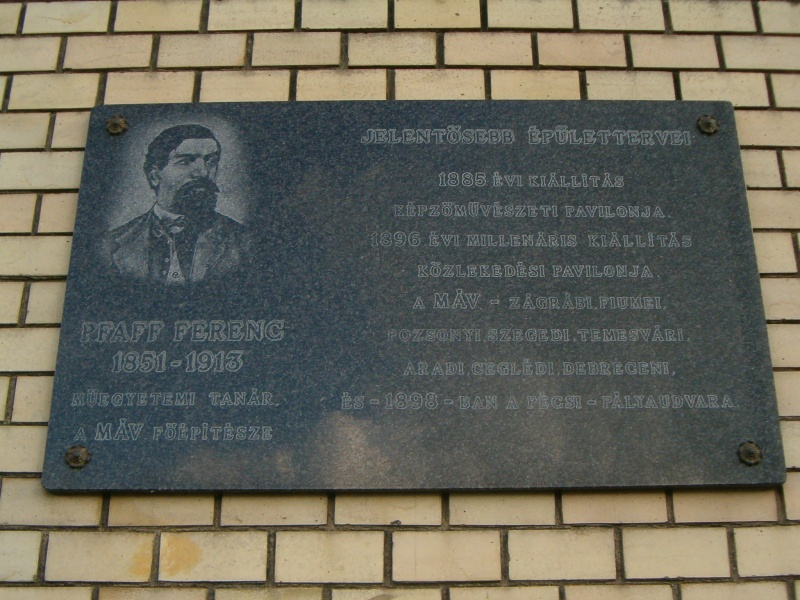
Pfaff Ferenc, Indóház tér 1.
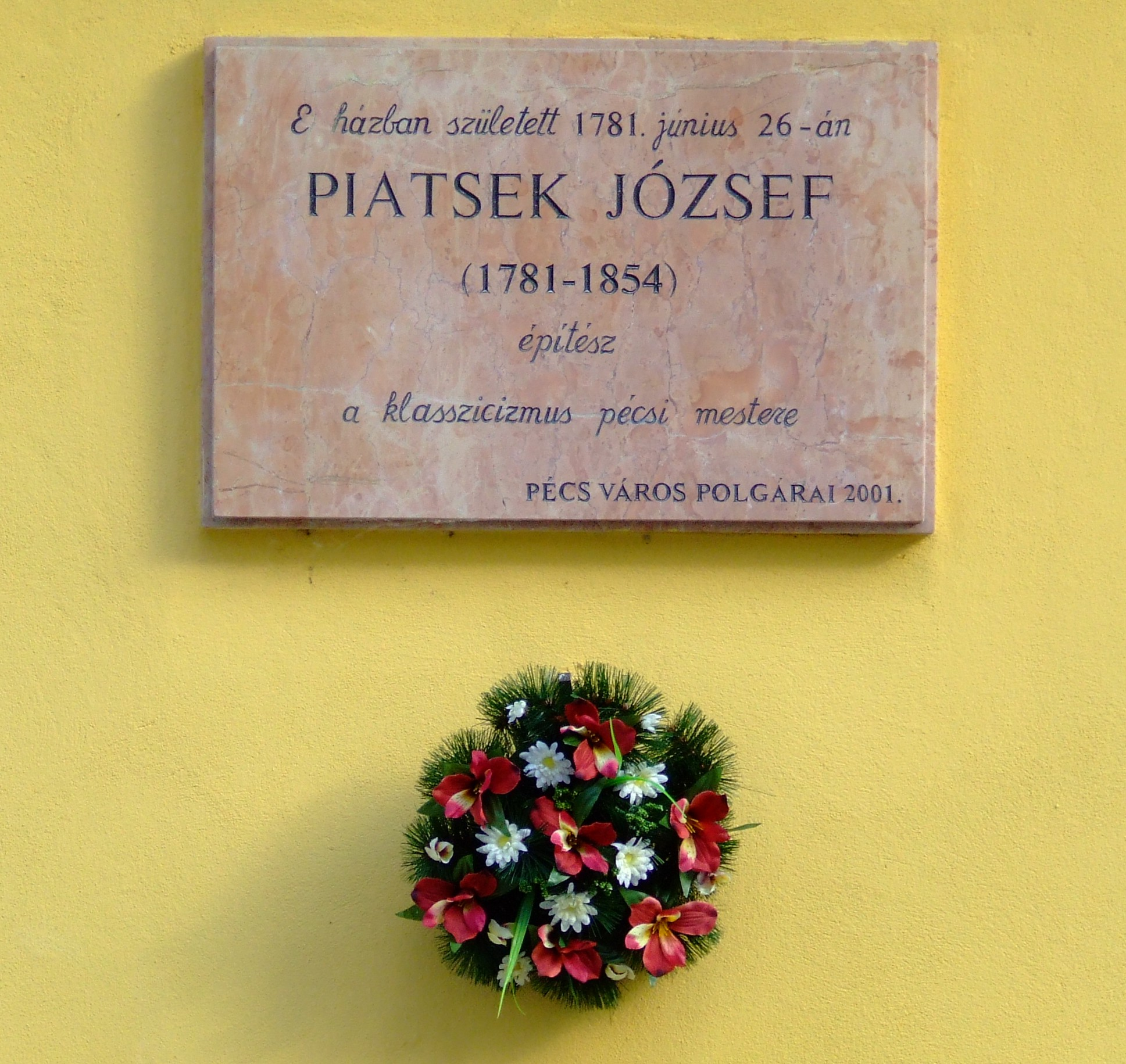
Piatsek József, Papnövelde utca 6.
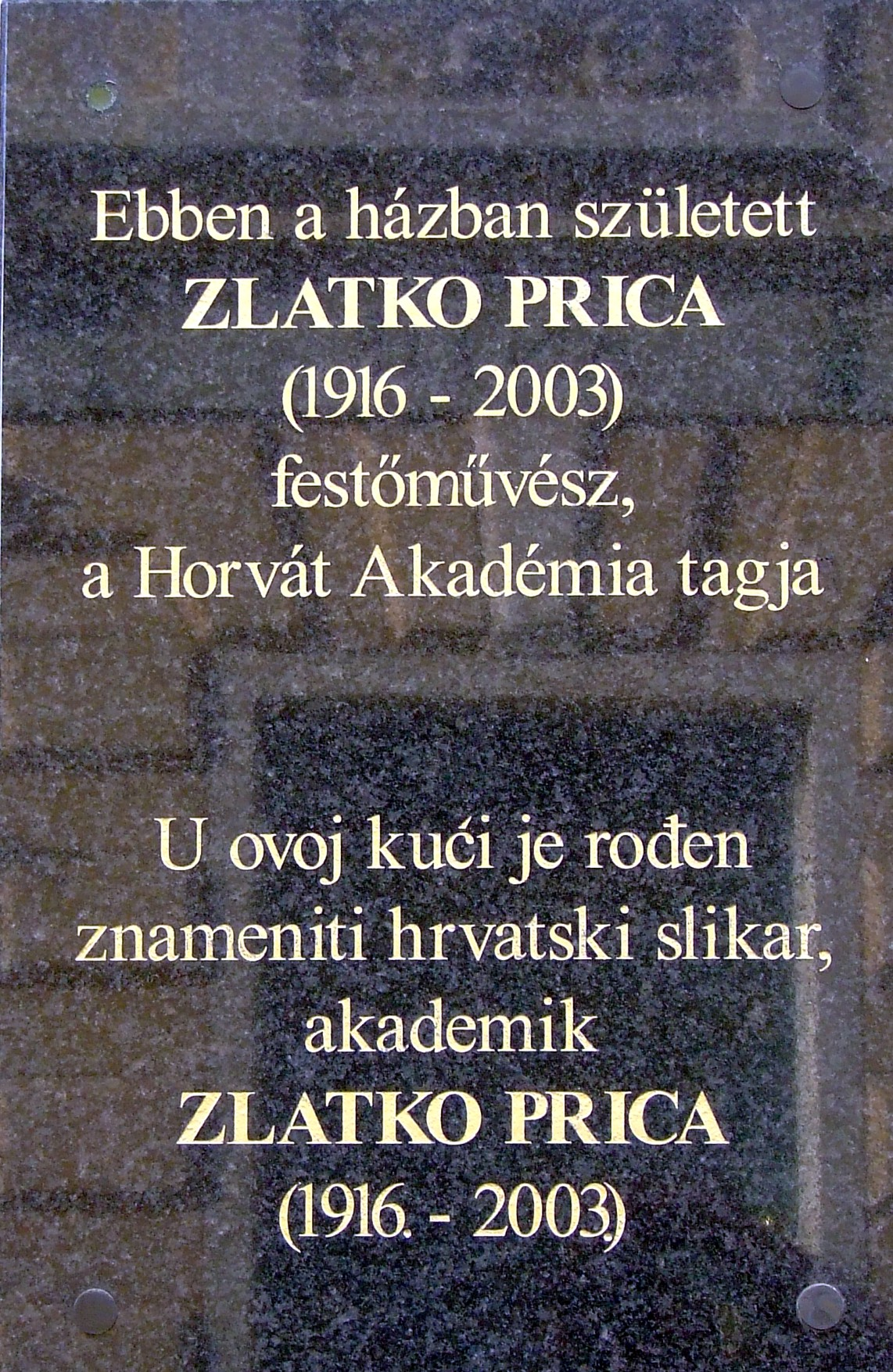
Zlatko Prica, Ferencesek útja 22.
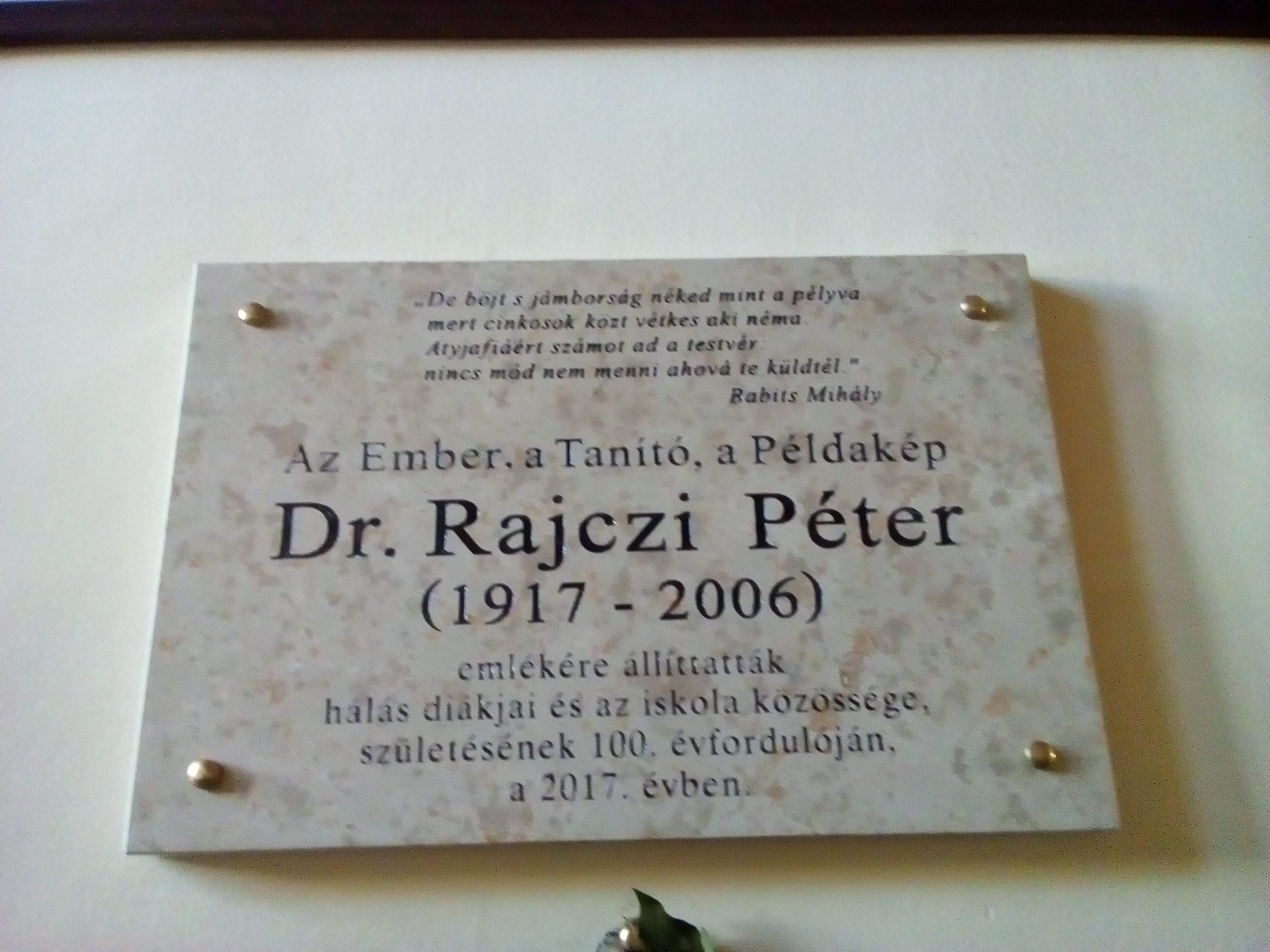
Rajczi Péter Pál emléktáblája a Ciszterci Rend Nagy Lajos Gimnáziumában Széchenyi tér 11.
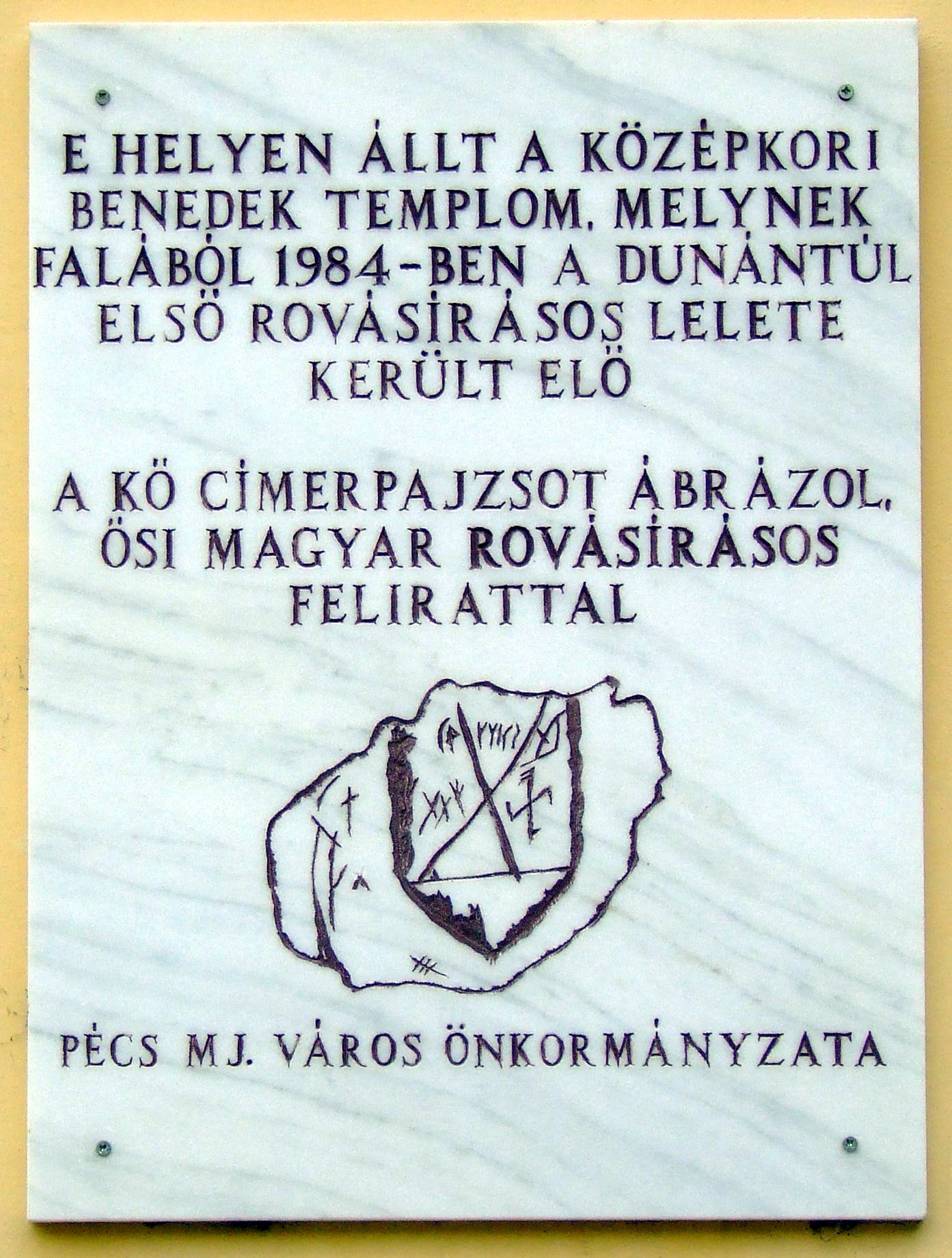
Rovás emlék, Jókai utca
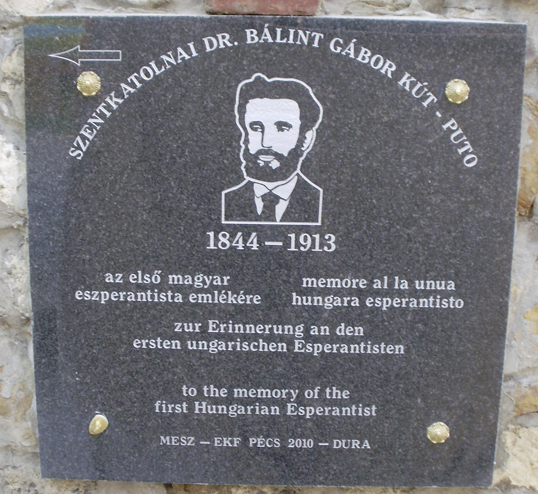
Szentkatolnai Bálint Gábor, Eszperantó park
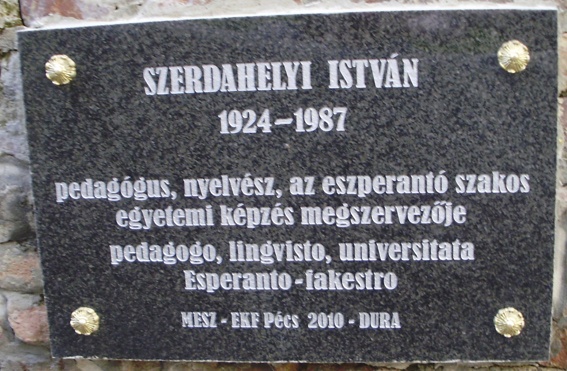
Szerdahelyi István, Eszperantó park
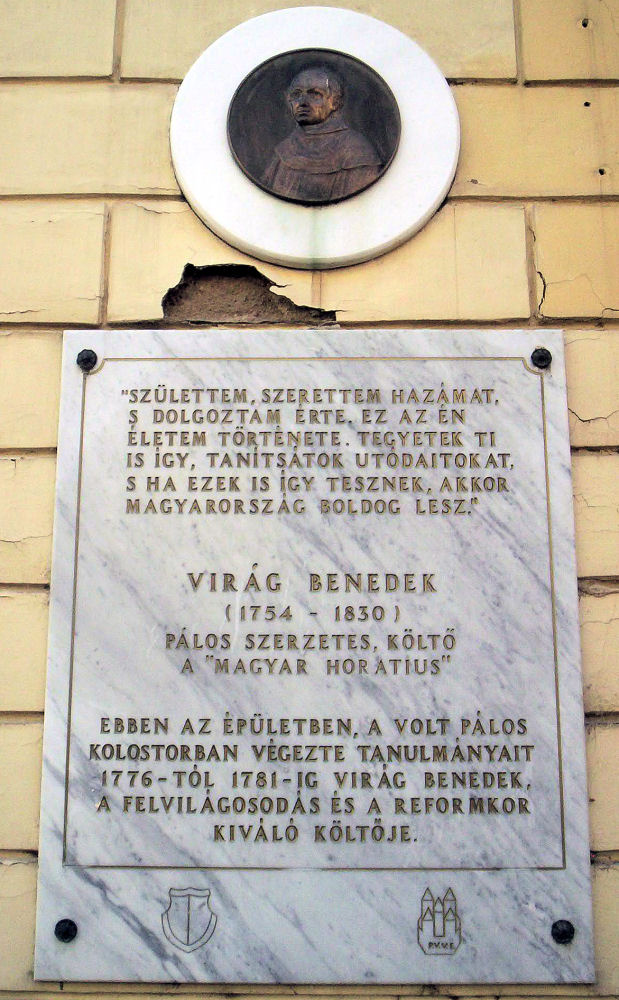
Virág Benedek, Király utca 44.
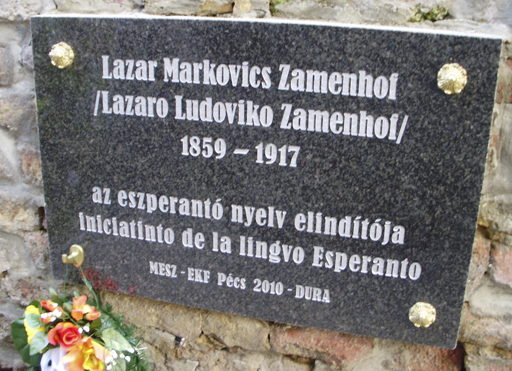
Lazar Markovics Zamenhof, Eszperantó park
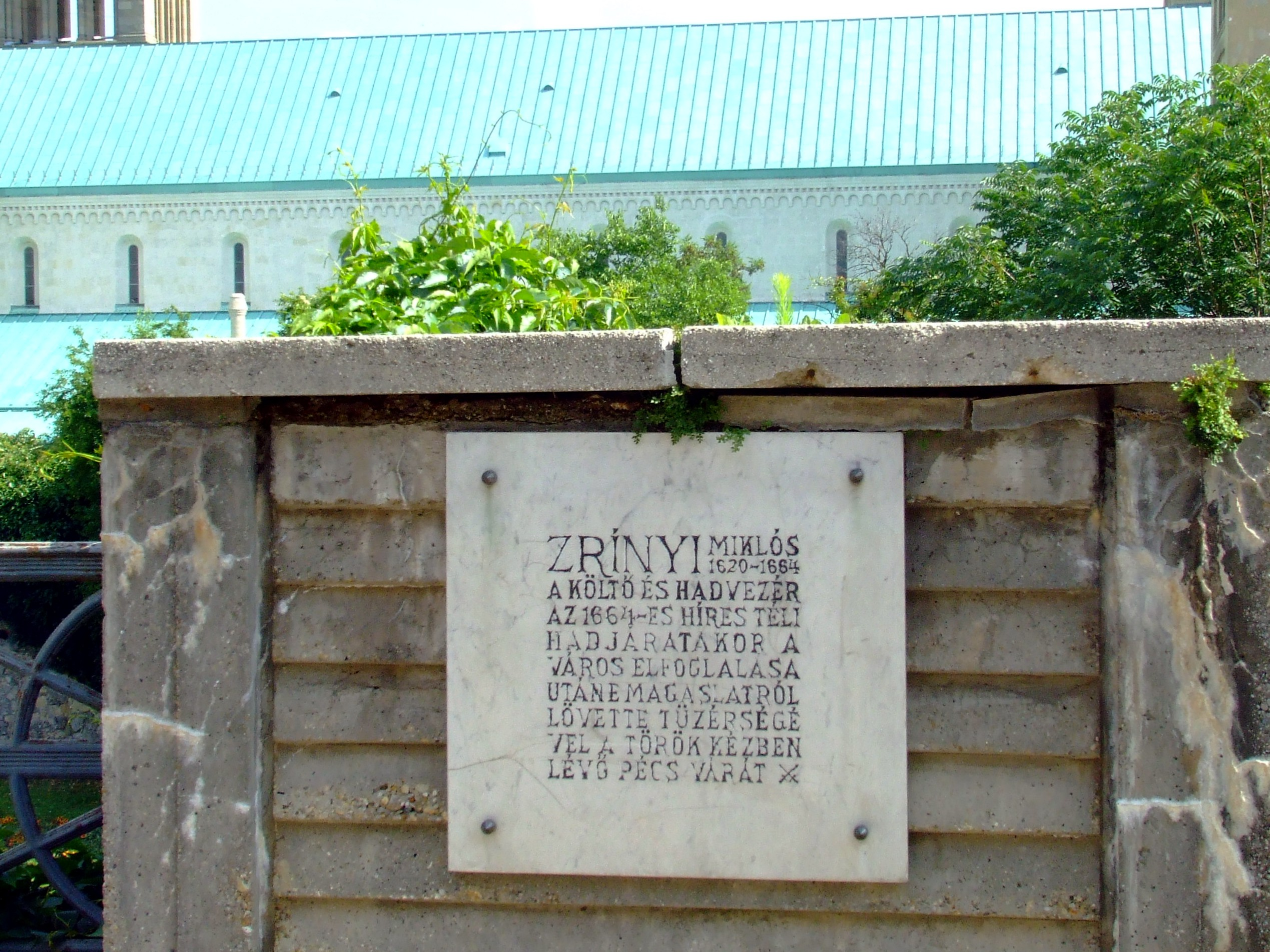
Zrínyi Miklós, Aradi vértanúk útja

## Utcaindex
| Aradi vértanúk útja (?) Zrínyi Miklós Barbakán (–) 1686. október 22, Pécs felszabadul a török uralom alól Esze Tamás utca (?.) Esze Tamás Eszperantó park (–) Bácskai István, Baghy Gyula, Bleier Vilmos, Giesswein Sándor, Kalocsay Kálmán, Kökény Lajos, Lajos Gyula, Lengyel Pál (nyomdász), Pallós Istvánné, Pechan Alfonz, Szentkatolnai Bálint Gábor, Szerdahelyi István, Lazar Markovics Zamenhof, Eszperantó park Ferencesek útja (22.) Zlatko Prica (24.) Kóczián Sándor (?) P. Körösztös Imre Hunyadi J. utca (6.) Abay Nemes Oszkár Indóház tér (1.) Pfaff Ferenc | Jókai utca (?) Rovás emlék Király utca (5.) Hamerli család (44.) Virág Benedek Mátyás király utca (33.) Buday László Papnövelde utca (6.) Piatsek József Szent István tér (23.) Gosztonyi Gyula, Petrovich Ede Tettye utca (14.) Pécsi disputa Toldi Miklós utca (?) Martyn Ferenc |